# Thracia conradi
Thracia conradi är en musselart som beskrevs av Couthouy 1839. Thracia conradi ingår i släktet Thracia och familjen Thraciidae. Inga underarter finns listade i Catalogue of Life.